# Decha Moohummard
Decha Moohummard (thailändisch เดชา มูฮัมหมัด, * 11. Dezember 1997), auch als Yo bekannt, ist ein thailändischer Fußballspieler.

## Karriere
Decha Moohummard spielte bis Ende 2019 beim Zweitligisten Samut Sakhon FC in Samut Sakhon. Wo er vorher gespielt hat, ist unbekannt. Für Samut absolvierte er zwölf Spiele in der Thai League 2. Anfang 2020 wurde er vom Ligakonkurrenten Ayutthaya United FC aus Ayutthaya unter Vertrag genommen. Für den Zweitligisten absolvierte er drei Spiele. Ende Dezember 2020 verpflichtete ihn der ebenfalls in der zweiten Liga spielende Sisaket FC. Für dem Verein aus Sisaket stand er einmal in der zweiten Liga auf dem Spielfeld. Am Ende der Saison musste er mit Sisaket in die dritte Liga absteigen. Nach dem Abstieg verließ er Sisaket und schloss sich im Juni 2021 dem Erstligisten PT Prachuap FC an. Bei dem Verein aus Prachuap stand er bis Ende 2021 unter Vertrag. Hier kam er jedoch in der Liga nicht zum Einsatz. Ende Dezember 2021 kehrte er zum Sisaket FC zurück. Mit Sisaket spielte er zwölfmal in der North/Eastern Region der dritten Liga. Mit Sisaket wurde er Vizemeister der Region. In den Aufstiegsspielen zur zweiten Liga konnte man sich nicht durchsetzen. Im Juli 2022 nahm ihn der Zweitligist Phrae United FC unter Vertrag. Für den Verein aus Phrae bestritt er 29 Zweitligaspiele. Nakhon Si United FC, ein Zweitligist aus Nakhon Si Thammarat, verpflichtete ihn im Juli 2023. Für den Zweitligisten bestritt er fünf Ligaspiele. Im Januar 2024 wechselte er zum ebenfalls in der zweiten Liga spielenden Phrae United FC.